# Amélia Sumbana
Amélia Narciso Matos Sumbana (Maputo, 12 de Dezembro de 1949) foi embaixadora de Moçambique nos Estados Unidos de 2009 a 2015. Foi condenada a dez anos de prisão em 2019 por uso indevido de fundos públicos.

## Biografia
Sumbana frequentou a Universidade Eduardo Mondlane. Ela foi eleita para o parlamento em 1994 e três anos depois foi Secretária do Comité Central para as Relações Internacionais do Partido FRELIMO. Serviu nesse comité até 2006 e permaneceu no parlamento até 2009. Em outubro de 2003, quando António Guterres presidia o 22º Congresso Internacional Socialista em São Paulo, Amélia Sumbana era vice-presidente ex-officio.
Sumbana foi uma das fundadoras da Cruz Vermelha no seu país e de 2000 a 2004 foi Vice-Presidente da Cruz Vermelha de Moçambique.
Sumbana foi nomeada embaixadora de Moçambique nos Estados Unidos e apresentou as suas credenciais em 2009 ao Presidente Obama na Casa Branca a 4 de novembro de 2009. Serviu até 2015, sendo substituída por Carlos dos Santos em outubro. Santos apresentou as suas credenciais em janeiro de 2016.

## Controvérsia
Durante o seu mandato, funcionários americanos alertaram o Ministério dos Negócios Estrangeiros de Moçambique sobre movimentos invulgares nas contas associadas ao ministério. Foi acusada de vender uma das propriedades da embaixada e, em seguida, redireccionar os fundos para a compra de um apartamento que foi colocado em nome de um dos seus parentes. Foi solicitado dinheiro para cobrir as obras de construção na embaixada e, excepcionalmente, o dinheiro foi desviado e depositado na sua conta bancária. Um funcionário do ministério foi acusado de ser cúmplice desse esquema.
Foi condenada a dez anos de prisão em 2019, e a devolver uma quantia equivalente a $ 280.000, dinheiro de que havia se apropriado indevidamente. O tribunal congelou duas das suas contas bancárias e confiscou a sua casa em Maputo.  